# Communauté de communes du Pays d'Eygurande
La communauté de communes du Pays d'Eygurande est une ancienne communauté de communes française, située dans le département de la Corrèze et la région Nouvelle-Aquitaine.

## Composition
Elle regroupe neuf des dix communes du canton d'Eygurande :
| Nom                   | Code Insee | Gentilé             | Superficie (km2) | Population (dernière pop. légale) | Densité (hab./km2) |
| --------------------- | ---------- | ------------------- | ---------------- | --------------------------------- | ------------------ |
| Eygurande (siège)     | 19080      | Eygurandais         | 34,37            | 673 (2014)                        | 20                 |
| Aix                   | 19002      | Aixois              | 48,02            | 382 (2014)                        | 8                  |
| Couffy-sur-Sarsonne   | 19064      | Couffynois          | 14,05            | 78 (2014)                         | 5,6                |
| Feyt                  | 19083      |                     | 19,56            | 133 (2014)                        | 6,8                |
| Lamazière-Haute       | 19103      |                     | 15,31            | 65 (2014)                         | 4,2                |
| Laroche-près-Feyt     | 19108      |                     | 17,24            | 70 (2014)                         | 4,1                |
| Merlines              | 19134      | Merlinois           | 14,07            | 758 (2014)                        | 54                 |
| Monestier-Merlines    | 19141      | Monestier-Merlinois | 9,48             | 324 (2014)                        | 34                 |
| Saint-Pardoux-le-Neuf | 19232      |                     | 10,54            | 81 (2014)                         | 7,7                |

Elle est gérée par le conseil de communauté, composé de quinze membres, élus par les conseils municipaux des communes adhérentes. Ils sont répartis ainsi :	
- Aix : 2 sièges
- Couffy : 1 siège
- Eygurande : 3 sièges
- Feyt : 1 siège
- Lamazière-Haute : 1 siège
- Laroche-près-Feyt : 1 siège
- Merlines : 3 sièges
- Monestier-Merlines : 2 sièges
- Saint-Pardoux-le-Neuf : 1 siège.

Le Conseil de Communauté se réunit au moins quatre fois par an au siège de celle-ci ou dans un lieu choisi par le Conseil dans l’une des communes membres. Un bureau composé de six membres a été élu au sein du conseil de communauté : le président, Pierre Chevalier, et cinq responsables de commission. Ces commissions sont : 
- développement local : Monsieur Seuniac, maire de Merlines,
- environnement : Monsieur Guineton, maire de Monestier-Merlines,
- développement économique : Monsieur Estival, maire d’Eygurande,
- social :Madame Couzelas, maire d’Aix,
- tourisme, culture et communication : Madame Monteil, maire de Couffy.

Les règles de fonctionnement du Conseil de Communauté du Pays d'Eygurande sont celles contenues dans les articles du Code général des collectivités territoriales et seront précisées par le règlement intérieur.

## Compétences

### Compétences obligatoires
Aménagement de l'espace
- Étude, création et aménagement de zones d'aménagement concertées d'intérêt communautaire (Z.A.C.). Ils correspondent aux actions de développement économique définies au point no 2.
- Constitution et gestion de réserves foncières dans le cadre d’opérations relevant exclusivement de l’une des compétences communautaires.
- Étude, élaboration et mise en œuvre de projets de développement local en partenariat avec d'autres collectivités et l’État.

Actions et développement économique
- Création, acquisition, aménagement, entretien et gestion d'équipements immobiliers à vocation économique :
- Ateliers-relais. Actuellement, il n’existe qu’une seule zone créée et située sur la commune de Monestier-Merlines, la Z.A.C. du Vieux Chêne.
- Pépinière d'entreprises.
- Extension, entretien et gestion de nouvelles zones d'activités industrielles, commerciales, tertiaires, artisanales ou touristiques d'intérêt communautaire. La ZAC de Bonnefond, commune d’Aix, répond à cette définition.
- Mise en place, participation et suivi d'opération en faveur du commerce et de l'artisanat.
- Partenariat avec les collectivités territoriales et les structures chargées de la politique d'accueil et d'installation de nouveaux actifs.
- Participation et soutien à la création ou au maintien d'activités ou de services (publics ou privés) à destination de la population locale.

### Compétences optionnelles
Protection et mise en valeur de l'environnement
- Collecte, transport et traitement des déchets ménagers et assimilés et fonctionnement de la déchèterie, dépôt de gravats et de déchets verts.
- Mise en place d'une Zone de Développement éolien.

Eau et assainissement
- Production et fourniture d'eau potable, construction, entretien et utilisation en commun du réseau d'adduction et de distribution d'eau potable et traitement des eaux usées.
- Création d'un SPANC (Service Public d'Assainissement Non Collectif).

Tourisme, culture et communication
- Mise en œuvre d’une politique touristique coordonnée visant à la promotion du périmètre de la Communauté de Communes.
- Création, aménagement, équipement et entretien des circuits de randonnée inscrits dans le réseau communautaire de randonnée défini par le Conseil Communautaire.
- Information, promotion et communication sur le réseau communautaire des circuits de randonnée (topoguide, événementiels, …)
- Organisation, suivi, gestion et vente de prestations touristiques, culturelles ou autres visant au développement de la Communauté de Communes à l’exception des activités exercées par le Syndicat intercommunal de l’Abeille.
- Création et gestion d'un gîte étape sur la commune de Couffy.
- Possibilité de participation à un événement exceptionnel d’intérêt communautaire après décision du Conseil Communautaire.

Politique du logement et du cadre de vie
- Politique du logement social d’intérêt communautaire et action en faveur du logement des personnes défavorisées : lancement d’une réflexion afin de définir des modalités d’intervention dans ce domaine.
- Mise en place, participation et suivi d’opérations visant à l’amélioration de l’habitat et du cadre de vie.
- Participations aux projets et actions visant à favoriser l’insertion sociale par l’adhésion à la Mission Locale et à la Maison de l’Emploi, de l’Insertion et de la Formation de l’arrondissement d’Ussel.

Action en faveur des personnes âgées
- Participations financières aux actions initiées par l’Instance de Coordination et d’aides aux Aînés du Canton d’Eygurande, en lieu et place des communes adhérentes à la Communauté de Communes.
- Acquisition d’un immeuble au profit de l’EHPAD du Parc, commune d’Eygurande.
- Approbation des chartes de Pays et du Parc naturel régional
- Création d’un complexe sportif sur la commune d’Eygurande
- Prise en charge du centre de loisirs du Pays d'Eygurande et mise en place d’un Espace Jeunes.

## Historique
Le 19 février 1966, un arrêté préfectoral autorise la création d'un Syndicat Intercommunal à Vocation Multiple (SIVOM). Deux communes en font partie, Eygurande et Aix. En 1972, les communes de Feyt, Laroche-près-Feyt, Merlines, Monestier-Merlines et Couffy y adhérent. Dans l'année 1973, Lamazière-Haute rejoint le SIVOM
À partir de 1975, deux nouvelles communes y entrent, Courteix et Saint-Pardoux-le-Neuf. À compter de cette année-là, on dénombre alors dix communes:
- Aix
- Couffy
- Courteix
- Eygurande
- Feyt
- Lamazière-haute
- Laroche-près-Feyt
- Merlines
- Monestier-Merlines
- Saint Pardoux-le-Neuf

En 1992, les communes adhérentes au S.I.V.O.M.  décident de construire l'usine X.L. literies, usine qui se trouve sur la commune de Monestier-Merlines, Z.A.C. du vieux chêne. En 1996, le S.I.V.O.M. prend l’assainissement collectif, seules trois communes acceptent de le financer : Merlines, Eygurande et Monestier-Merlines
Le 5 août 1996, l'arrêté préfectoral autorise la transformation du S.I.V.O.M. en Syndicat Intercommunal à la carte du pays d'Eygurande (S.I.P.E.). Le 1er juin 1997, le S.I.P.E. crée la station de transit des ordures ménagères sur le site des Grandes Sagnes. De ce fait il ferme la décharge de Savennes. En septembre 1999, le syndicat met en service la déchèterie des Grandes Sagnes.
Le 24 décembre 2001, l'arrêté préfectoral autorise la création de la Communauté de Communes du Pays d'Eygurande (C.C.P.E.) en lieu et place du S.I.P.E. Le 24 août 2004, la commune de Courteix se retire de la Communauté de Communes.
En 2004, la Communauté de Communes prend la compétence collecte des ordures ménagères et traitement des déchets ménagers et assimilés, qui était gérée auparavant par les communes. Le 1er janvier 2005, un centre de loisirs sans hébergement pour les enfants de 3 à 12 ans est créé. Ses locaux se situent dans le collège de Merlines.
Le 18 septembre 2006, une salle omnisports est inaugurée. Le 1er janvier 2007, la Communauté de Communes met en place le service public de l’assainissement non collectif (S.P.A.N.C.). Le 1er juillet 2007, la nouvelle station d'épuration est mise en service. Le 1er octobre 2007, le centre de loisirs s'agrandit en ouvrant un Espace Jeunes pour les adolescents de 13 à 18 ans, situé à la salle omnisports.
En janvier 2008, l'entreprise XL literie ferme ses portes.
Le 1er mars 2009, la Communauté de Communes finance deux nouveaux appartements T4 dans le centre de Merlines, loués à partir d’octobre 2010. Le 1er juillet 2009, l’État offre une aide financière à la Communauté de Communes pour ouvrir un gîte d’étape à Couffy, dans le cadre du pèlerinage de la Méridienne Verte. Le 15 juillet 2009, la Communauté de Communes installe son siège à l'ancienne usine, dans la ZAC du vieux chêne, ainsi que l'Espace Jeune et une antenne de l'office du tourisme.
Le 1er janvier 2017, la communauté de communes a fusionné avec d'autres communautés de communes pour créer Haute-Corrèze Communauté. Le siège de Haute-Corrèze Communauté est situé à Ussel.